# 北海道道321号中札内停車場線
北海道道321号中札内停車場線（ほっかいどうどう321ごう なかさつないていしゃじょうせん）は、北海道河西郡中札内村内を結ぶ一般道道である。

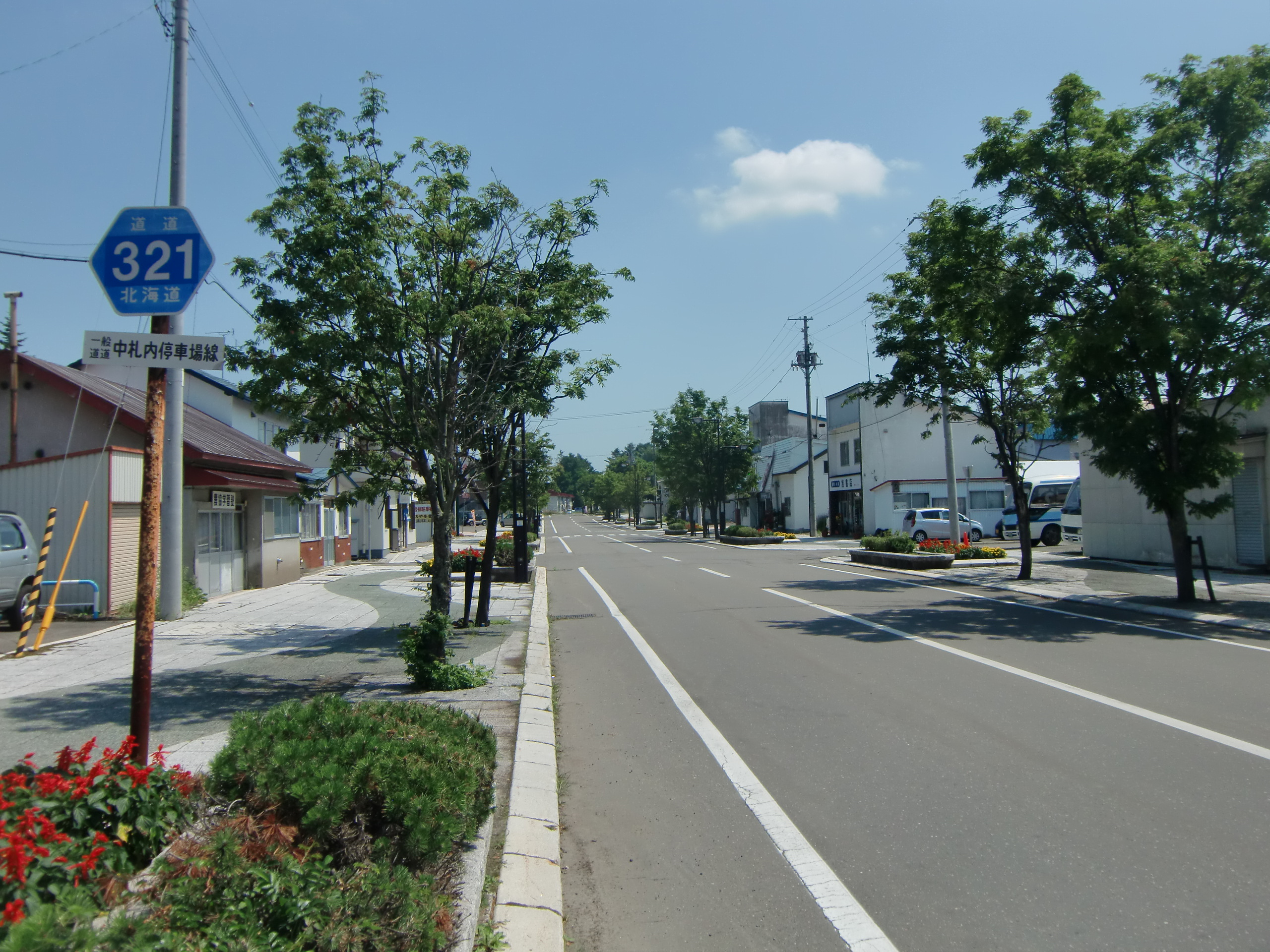
終点付近（2011年7月撮影）

## 概要

### 路線データ
- 起点：北海道河西郡中札内村東三条南3丁目（旧国鉄 広尾線 中札内駅跡）
- 終点：北海道河西郡中札内村大通南3丁目（国道236号交点）
- 総延長：0.2km

## 歴史
- 1957年（昭和32年）7月25日 - 303号として路線認定[1]。
- 1994年（平成6年）10月1日 - 路線番号を321号に変更[2]。

## 地理

### 通過する自治体
- 十勝総合振興局
  - 河西郡中札内村

### 主な接続道路
中札内村
- 国道236号 - 大通南3丁目（終点）